# Johannes I. (Münsterschwarzach)
Johannes I. (* unbekannt, † 12. September bzw. 10. Dezember wohl 1334) war von 1318 bis 1334 Abt des Benediktinerklosters in Münsterschwarzach.

## Münsterschwarzach vor Johannes
Das 13. und 14. Jahrhundert ist für die Abtei Münsterschwarzach in den Quellen nur sehr vage belegt. Abt Gottfried, der erste Abt in diesem Jahrhundert wurde vom Papst beauftragt, die Wunder zu untersuchen, die sich am Grab des Bamberger Bischofs Otto ereignet hatten. Unter einem seiner Nachfolger, Abt Herold, brannte das Kloster am 22. November 1228 erstmals, weil eine Schlacht in der nahen Stadt Schwarzach stattfand. 
Mit Hermann tauchte in der zweiten Hälfte des 13. Jahrhunderts ein Prälat von Münsterschwarzach auf, der den Klosterchronisten unbekannt geblieben ist. Erst der neueren Forschung gelang die Identifizierung des Abtes. Die Amtszeiten der nachfolgenden Vorsteher wurden nur selten vollständig überliefert. Kurz bevor Johannes zum Klostervorsteher ernannt wurde, entzweite ein Streit den Konvent. Zwei Äbte standen ein Jahr lang dem Kloster vor.

## Leben

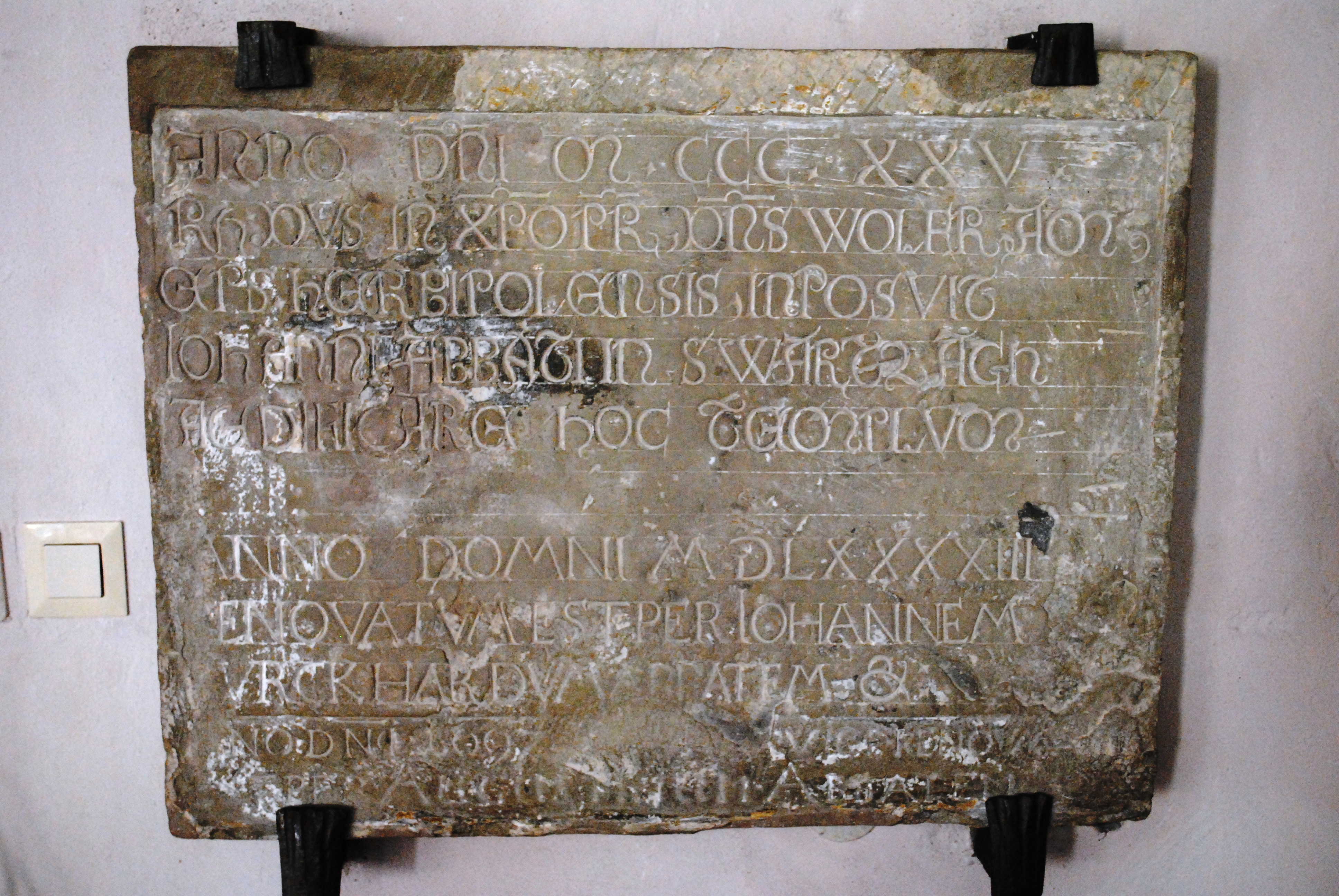
Die Inschrift in der Dimbacher Kirche

Über die Jugend und Herkunft des Abtes Johannes I. ist nichts Genaues bekannt. Laut den Klosterchronisten soll er das Amt des Abtes im Jahr 1316 angetreten haben. Dies kann allerdings nicht zutreffen, da Abt Konrad Zobel noch im Jahr 1317 urkundlich bezeugt ist. Wahrscheinlich folgte Johannes ihm erst im Januar oder Februar des Jahres 1318 nach. Erstmals als Vorsteher bezeugt ist er am 2. April 1318 auf einer Urkunde der Kitzinger Äbtissin Gertrud.
Nach seinem Antritt verkaufte Johannes viele Güter des Klosters. 1320 wurden die Besitzungen in Kleindornheim bei Iphofen und in Geiselwind an einen Ritter verkauft. Im Jahr 1321 folgte eine Gült in Bullenheim, die den Nürnberger Deutschordensrittern überlassen wurde. Wiederum 1324 veräußerte man Gülte in Kirchschönbach und Greuth im Steigerwald. Ab 1325 war das Zisterzienserkloster Ebrach der Empfänger der meisten Veräußerungen.
Am 21. Oktober 1325 erhielt die Würzburger Kirche alle Rechte und Besitzungen in Enrsheim, Dornheim und Altmanshusen im Steigerwald. Außerdem wurde ihr das Patronatsrecht an der Kirche in Enrsheim überlassen. Grund für die Verkäufe war die Erweiterung der, von Bischof Wolfram ans Kloster übertragenen, Kirche St. Maria de Rosario in Dimbach. Eine Bauinschrift, die heute in der Kirche aufbewahrt wird, nennt „IOhAnni ABBATI In SWARTZACh“.
Gleichzeitig investierte die Abtei auch in einige Güter in Neuses am Berg, für die sie 60 Pfund hl. ausgab. Im Jahr 1326 urkundete Abt Johannes I. letztmals. Am 20. Februar 1334 erhielt Münsterschwarzach eine Bestätigungsurkunde für seine Privilegien, die von Papst Johannes XXII. ausgestellt worden war. Abt Johannes verstarb wohl im Jahr 1334, da sein Nachfolger bereits im März 1335 bezeugt ist. Das genaue Datum ist allerdings unklar.